# Mariä Geburt (Cetviny)

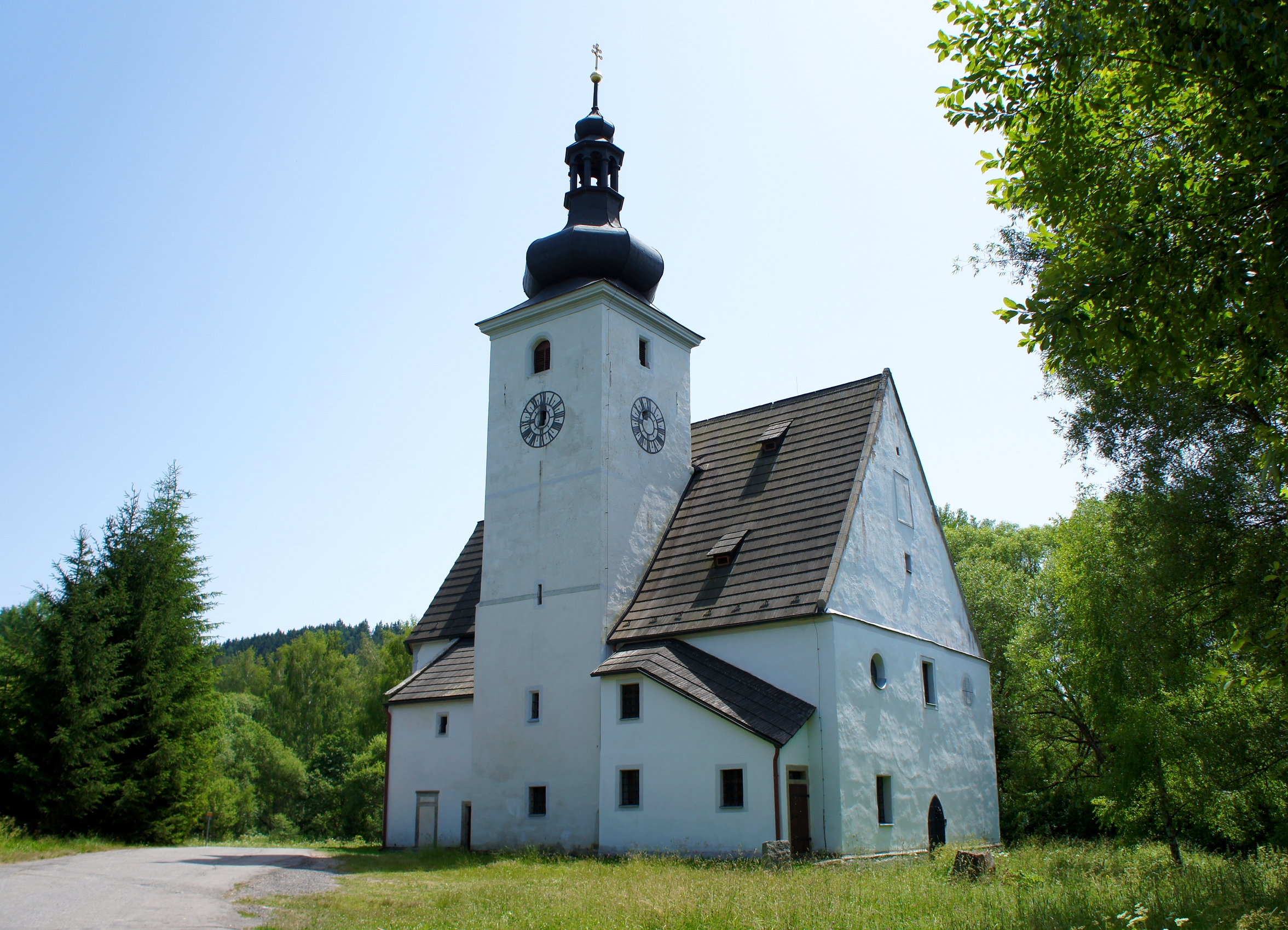
Mariä-Geburt-Kirche Zettwing

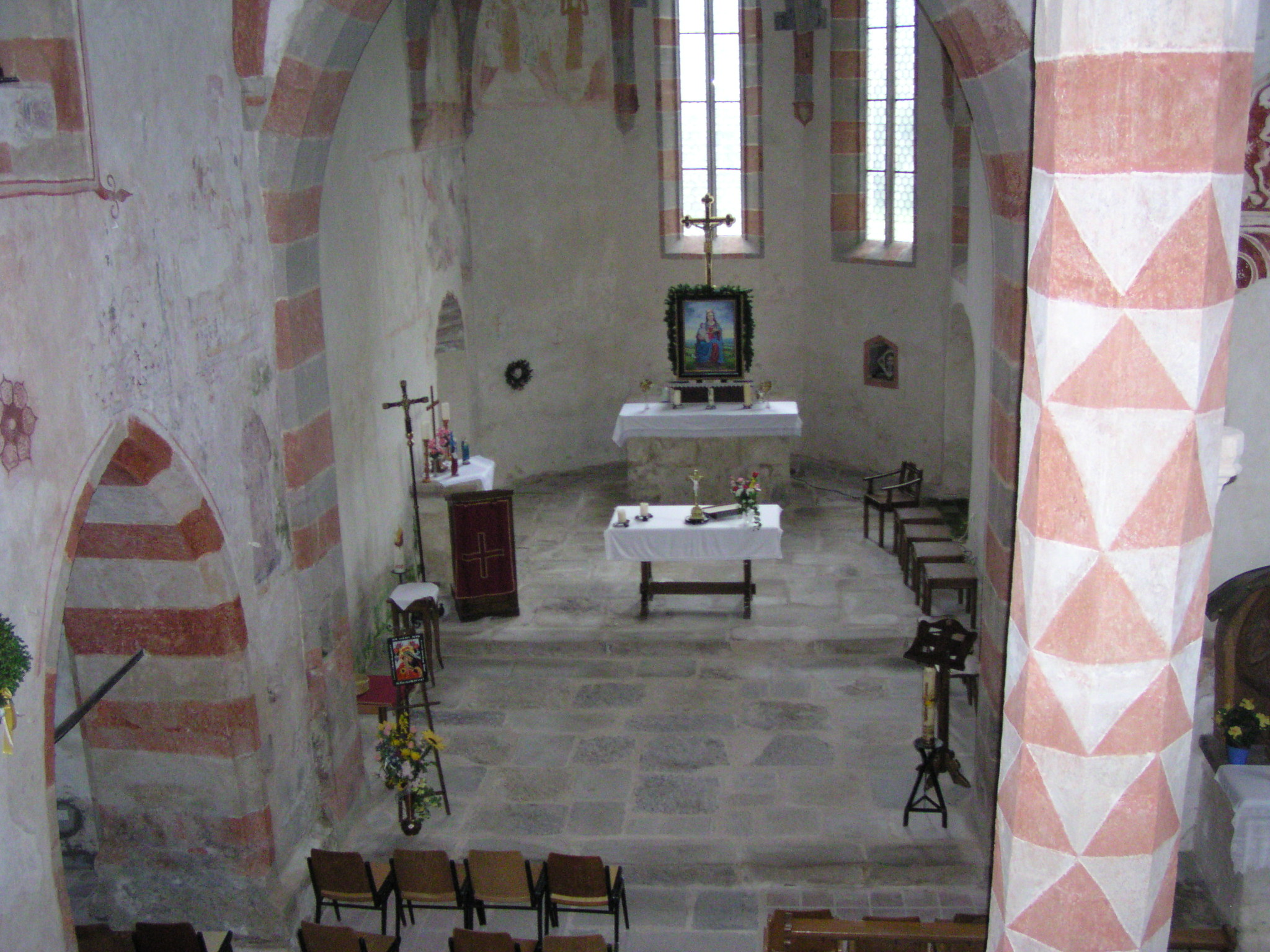
Blick zum Chor

Die römisch-katholische Kirche Zu Unserer Lieben Frau Geburt steht in Cetviny (deutsch: Zettwing) in der Gemeinde Dolní Dvořiště (deutsch: Unterhaid) in Tschechien direkt an der österreichischen Grenze an der Maltsch bei Windhaag bei Freistadt. Sie gehört zum Bistum Budweis.

## Geschichte
Die Pfarrkirche wurde 1384 erstmals urkundlich erwähnt, es bestand aber bereits um 1285 eine Kirche in Zettwing.
Nach 1945 wurde die deutschsprachige Bevölkerung vertrieben und der Ort Zettwing demoliert. Die Kirche befand sich im Sperrgebiet und wurde vom kommunistischen Regime als Stallung und Wachturm zweckentfremdet.
Nach der politischen Wende 1989 wurde sie wieder zugänglich. Von 1995 bis 2003 wurde die Kirche auf Initiative von Gertrud Schöllhammer, durch private Spenden und staatliche Gelder von Tschechien, Österreich und Deutschland umfassend restauriert. Am 6. September 2003 fand die Weihe durch den Budweiser Bischof Jiří Paďour statt.
Der für die Region einzigartige frühgotische Kirchenbau besitzt Fresken aus dem 14. Jahrhundert. Der barocke Taufstein, der sich im Stift Schlägl befand, sowie eine Kopie der Zettwinger Madonna aus 1490 wurden nach der Renovierung wieder aufgestellt.
Heute ist die Kirche von österreichischer Seite durch die Errichtung der Brücke über die Maltsch in der Ortschaft Hammern leicht zu erreichen und im Sommer finden regelmäßig Gottesdienste statt.

## Kreuzweg
1827 wurde im Pfarrwald eine Kapelle errichtet und 1844 erweitert. 1883 wurde entlang des Weges ein Kreuzweg mit 14 granitenen Kreuzwegstationen und als letzte Station wurde an einem Brunnen eine Lourdesgrotte erbaut. Diese Quelle wurde bereits 1616 erwähnt. 2000 bis 2007 fand die Restaurierung des Kreuzwegs statt.